# Chapelle Notre-Dame-de-la-Miséricorde de Nissan-lez-Enserune
Pour les articles homonymes, voir Église Notre-Dame-de-la-Miséricorde.
La chapelle Notre-Dame-de-la-Miséricorde est une chapelle d'origine wisigothique située à Nissan-lez-Enserune dans le département français de l'Hérault en région Occitanie.
Le territoire de la commune abrite une autre chapelle wisigothique : la chapelle Saint-Christol.

## Localisation
La chapelle se situe à 1,5 km au nord-est de Nissan-lez-Enserune, isolée au milieu des champs et des vignes, à 500 m à l'est de la route départementale D162 qui mène à Colombiers.

## Toponymie
Nissan-lez-Enserune est mentionnée sous le nom d'Aniscianum en 1198 dans le cartulaire du chapitre épiscopal d'Agde et sous le nom d'Anicianum en 1199.

## Statut patrimonial
La chapelle Notre-Dame-de-la-Miséricorde, qui est propriété de la commune,, fait l'objet d'une inscription au titre des monuments historiques depuis le 28 décembre 1981.

## Historique
La chapelle Notre-Dame-de-Miséricorde est bâtie sur un lieu occupé durant l'Antiquité par une villa romaine fondée probablement par un colon romain du nom de Fulpius qui a donné son nom à la villa romaine, qui se retrouve dans le toponyme Foulpian,.
Au Ve siècle, la région passe sous le contrôle des Wisigoths : en 1943, on a retrouvé dans les champs aux alentours de la chapelle une épée en fer wisigothique conservée au musée de Nissan.
La chapelle, telle qu'elle se présente actuellement, a été construite en plusieurs temps.
En un premier temps, peut-être au VIe siècle, une petite chapelle wisigothique à chevet carré est édifiée, en réemployant des pierres romaines pour les fondations et les chaînages d'angle.
À l'époque romane, on refait le mur nord, la partie haute du mur sud ainsi que la porte (orientée au sud), qui reçoit à cette époque une belle frise de style roman lombard,.
En partie détruite par les guerres de Religion, la chapelle est restaurée au XVIIe siècle, époque à laquelle on rajoute une demeure pour un ermite, gardien du bâtiment,.
Enfin, au XIXe siècle, une surélévation met au même niveau la nef et le chevet, et l'édifice est agrandi vers l'ouest.
En 1974, la démolition d'une sacristie dégage le chevet wisigothique et fait apparaître la fenêtre absidiale romane,.